# Понца (остров)
Понца (итал. Ponza) — остров в Тирренском море недалеко от западного побережья Апеннинсккого полуострова. Административно остров Понца являются коммуной Понца в составе провинции Латина региона Лацио.

## География
Остров входит в состав Понцианских островов, крупнейшей из них. Остров имеет 5,5 мили (8,8 км) в длину, максимальная ширина около 1,5 мили (2,4 км). Площадь — 7,3 км².
Возникновение острова связано с вулканической активностью.

## История
Римляне использовали острова Понцу и Вентотене для разведения рыбы. На Понце сохранились рыбоводческие комплексы Grotto di Pilato. Также на Вентотене (и в меньшей степени на Понце) существуют остатки римских портовых сооружений.
Острова были покинуты в Средние века из-за рейдов сарацин и пиратов. Понца в таком качестве, например, упоминается в «Декамероне» Бокаччо (шестая история второго дня), где корабль героев бурей забрасывает на этот необитаемый остров, и их там грабят корсары. В XVIII веке Неаполитанское королевство вновь колонизировало острова.

## Население
Понца имеет население в 3307 чел. (2008).

## Туризм
Понца является популярным местом отдыха, особенно для итальянских туристов.